# Jascha Richter
Jascha Richter (sinh ngày 24 tháng 6 năm 1963) là một ca sĩ, nhạc sĩ người Đan Mạch. Anh thành lập ban nhạc Michael Learns To Rock và đã gặt hái được nhiều thành công trong sự nghiệp ca hát, phần lớn là ở các vùng châu Á.

## Cuộc đời
Ngày từ đầu Jascha đã được sinh ra tại nước Mĩ, nhưng gia đình anh quyết định trở về quê nhà-Đan Mạch sau khi anh được sinh ra. Khi còn bé,  Jascha đã chơi sáo và đàn viôlôngxen, nhưng anh từ bỏ những nhạc cụ ấy khi anh phát hiện ra đàn piano còn thú vị hơn nhiều. Anh bắt đầu với nhạc cổ điển nhưng đến tuổi thanh niên, anh từ bỏ nó và bắt đầu chơi sáng tác  nhạc Pop. Anh thường xuyên nghe nhạc của các ca sĩ nổi tiếng như Elton John, Supertramp và Bee Gees.
Năm 1987 tại một ngôi trường trung học ở Aarhus, Đan Mạch,  Jascha Richter thành lập một ban nhạc nhỏ tại các quán café gồm các thành viên tay trống, Kåre Wanscher, tay guitar solo guitar, Mikkel Lentz và Jascha là ca sĩ hát chính. Ý tưởng thành lập một nhóm nhạc nghiêm túc thực sự chín muồi sau khi anh chơi một số ca khúc mà anh tự viết.
Jascha đã sáng tác ra rất nhiều bài hát như "Sleeping Child", "That's Why (You Go Away)", "Strange Foreign Beauty", "Wild Women"… Bài hát của anh có giai điệu nhẹ nhàng, rõ rệt, lời bài hát đơn giản, mượt mà, tình cảm, được rất nhiều fan hâm mộ, đặc biệt ở các vùng châu Á yêu thích.

## Danh sách đĩa nhạc

### Album solo
- Planet Blue (2002)
- Where I Belong (2006)

### Đĩa mở rộng
- Dannevang (2021)

### Album tổng hợp
- Grænseløs Greatest (1999)